# عادل عبد الحكيم
عادل عبد الحكيم هو مواطن صيني من عرقية الأويغور اعتُقل خارج نطاق القانون في معتقل غوانتانامو الأمريكي في كوبا، وكان رقم الاعتقال التسلسلي الخاص به 293. ولد في 10 أكتوبر عام 1974 في غولجا في تركستان الشرقية.
تم القبض عليه في أواخر عام 2001، واحتُجز في معسكر دلتا. وهو واحد من 38 معتقل قالت المحكمة أنهم لم يكونوا مقاتلين. تم إطلاق سراحه وحصل على اللجوء في ألبانيا. في 18 فبراير 2006 نشرت واشنطن تايمز مادة تدعى فيها أن أبا بكر قاسم وعادل عبد الحكيم تلقوا تدريبًا عسكريًا في أفغانستان.

## وصلات خارجية
- الأويغور الذين تقطعت بهم السبل في ألبانيا، أندي ورثينجتون.